# Adeopapposaurus
Adeopapposaurus – rodzaj prozauropoda z rodziny masospondyli (Massospondylidae) żyjącego we wczesnej jurze na terenie współczesnej Ameryki Południowej. Znane są cztery niekompletne szkielety – w tym dwie czaszki – odkryte na terenie formacji Cañón del Colorado w prowincji San Juan w Argentynie. Holotyp (PVSJ 610) obejmuje czaszkę oraz większość przedniej części szkieletu, do stawu biodrowego. Spośród wszystkich znanych południowoamerykańskich bazalnych zauropodomorfów materiał kopalny Adeopapposaurus jest najbardziej kompletny. Długość całego zwierzęcia szacuje się na około 3 m. Skamieniałości Adeopapposaurus zostały początkowo uznane za szczątki masospondyla, jednak w 2009 roku Ricardo N. Martínez przypisał je do odrębnego gatunku A. mognai. Od Massospondylus odróżnia go budowa żuchwy i kości przedszczękowej oraz obecność dodatkowego kręgu szyjnego. Autapomorfie Adeopapposaurus obejmują głównie budowę czaszki. Zawiera ona szereg przystosowań do roślinożerności – budowa kości przedszczękowych i zębowych wskazuje na obecność rogowego dzioba zarówno na szczęce, jak i na żuchwie; wcześniej tego typu cecha znana była jedynie u Riojasaurus. Analiza kladystyczna przeprowadzona przez Martíneza zasugerowała, że Adeopapposaurus jest taksonem siostrzanym dla Massospondylus.
Nazwa rodzajowa Adeopapposaurus pochodzi od łacińskich słów adeo („daleko”) i pappo („jedzenie”) oraz saurus („jaszczur”), co odnosi się do długiej szyi i roślinożerności tego dinozaura. Epitet gatunkowy gatunku typowego, mognai, pochodzi od Mogny w prowincji San Juan, gdzie odkryto skamieniałości A. mognai.